# 766
El 766 (DCCLXVI) fou un any comú començat en dimecres del calendari julià. L'ús del nom «766» per referir-se a aquest any es remunta a l'alta edat mitjana, quan el sistema Anno Domini esdevingué el mètode de numeració dels anys més comú a Europa.

## Esdeveniments
- L'emperador romà d'Orient, Constantí V, fa restaurar l'aqüeducte de Valent.[1]
- Nicetes I succeeix a Constantí II com a patriarca ecumènic de Constantinoble.[2]